# カタールとマレーシアの関係
カタールとマレーシアの二国間関係について述べる。マレーシアはドーハに、カタールは2004年からクアラルンプールに、それぞれ大使館を設置している。

## 経済関係
カタールとマレーシアの関係は主に経済関係にある。2011年に両国は約20億米ドルの共同出資基金の設立と、観光産業と高等教育の分野における協力協定への署名を公式に発表した。多くのマレーシアの企業はカタールでの25の事業を確保していた。
2013年にカタール航空はマレーシア航空とともに、マレーシア国内の航空サービスの拡張を計画した。またカタールは、マレーシアへのエネルギー、産業、ハラール商品への出資と共に、マレーシアの州の一つ、サラワク州での航空産業について関心があることを表明した。
2018年に両国は国際市場における女性の起業家の拡大に関する了解覚書に署名した。